# Абрейру
Абрейру (порт. Abreiro)  —  приход (фрегезия) в Португалии, входит в округ Браганса. Является составной частью муниципалитета  Мирандела. По старому административному делению входил в провинцию Траз-уж-Монтиш и Алту-Дору. Входит в экономико-статистический  субрегион Алту-Траз-уш-Монтеш, который входит в Северный регион. Население составляет 311 человек на 2001 год. Занимает площадь 24,20 км².
Покровителем прихода считается Стефан Первомученик (порт. Santo Estêvão).